# Aodh Óg Mac Mathúna
Aodh Óg Mac Mathúna [ˈeɪ oːg mək ˈmahuːnə] (ältere irische Orthographie Aodh Óg Mac Mathghamhna, anglisiert Hugh Oge MacMahon, * um 1606 im heutigen County Monaghan; † 22. November 1644 in Tyburn bei London) war ein Teilnehmer an der Irischen Rebellion von 1641.

## Familie
Mac Mathúna war der zweite Sohn von Brian Mac Aoidh Óig Mac Mathúna (Sir Brian MacHugh Oge MacMahon, † 1620), dem Herren von Dartraí (englisch Dartree) im späteren County Monaghan, und Máire Ní Néill, einer Tochter von Aodh Mór Ó Néill.
Er ging nach Spanien und diente als Oberstleutnant in der spanischen Armee. Er kehrte 1641 schließlich nach Irland zurück, vermutlich, um Rekruten für spanische Dienste anzuwerben. Er hatte in Conachadh (Conaghy) in Dartraí Land geerbt.

## Vorbereitungen zum Aufstand

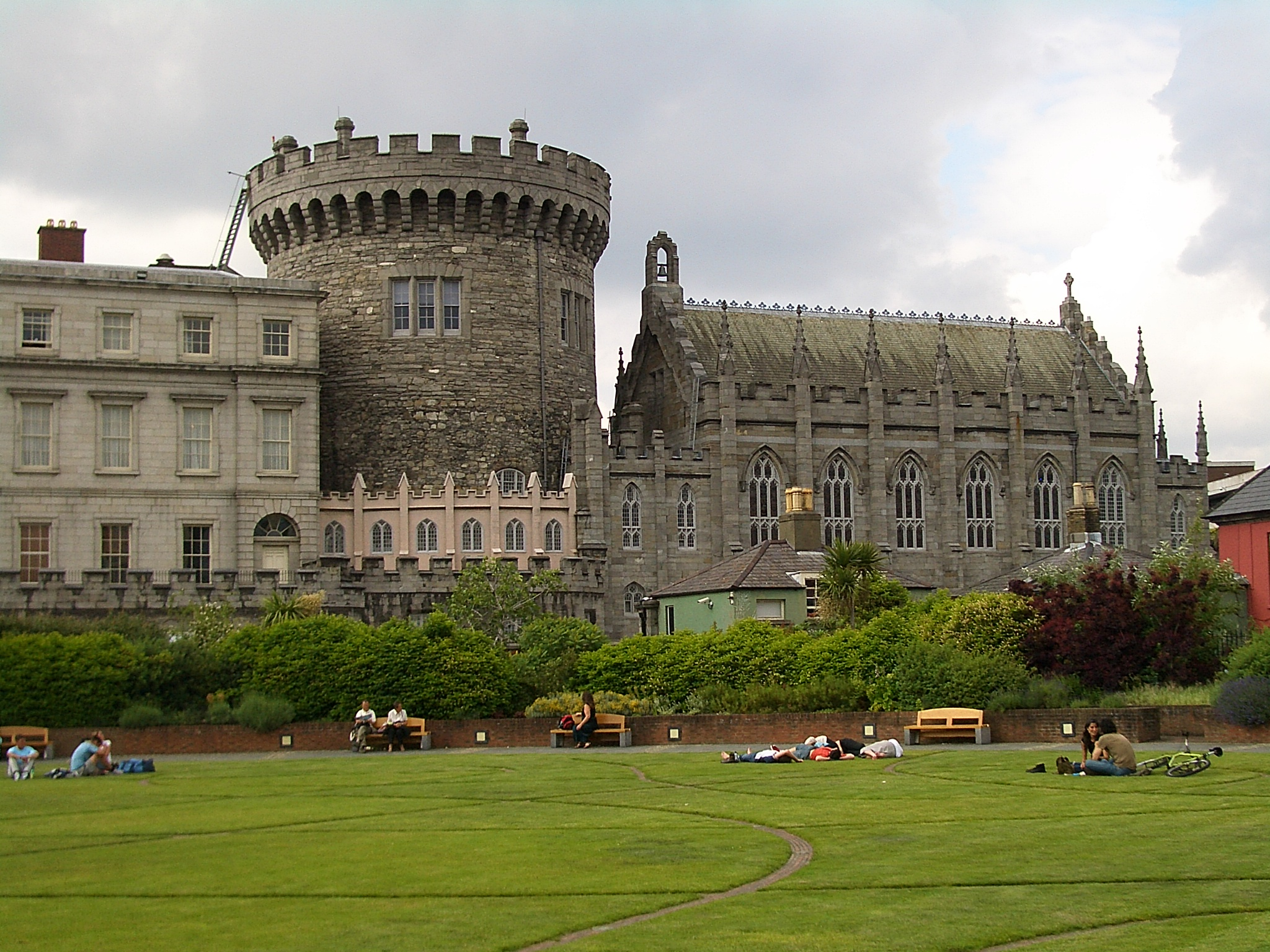
Dublin Castle

1641 erfolgten Vorbereitungen zu einem Aufstand aus Angst der Iren vor einer bevorstehenden Invasion Irlands durch anti-katholische Kräfte des Langen Parlaments bzw. schottischer Covenanters. 
Mac Mathúna nahm an der Vorbereitung des Aufstands teil und sollte als erfahrener Soldat gemeinsam mit Conchobhar Mag Uidhir (Connor Maguire), der Ortskenntnis und Beziehungen in Dublin vorweisen konnte, und anderen die Einnahme von Dublin Castle als Beginn des Aufstandes erreichen. In Oxmantown in der Nähe Dublins trafen sich die Teilnehmer. Ein Bekannter Mac Mathúnas, Eoghan Ó Conghalaigh (Owen O’Connolly), wurde erst dort am 22. Oktober 1641 in den Plan eingeweiht, das Castle am Morgen darauf in einem Überraschungsangriff einzunehmen.

## Verhaftung und Tod

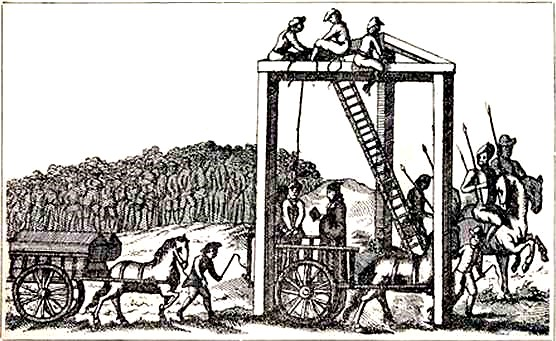
Der Galgen Tyburn Tree

Ó Conghalaigh verriet den Plan jedoch den Lords Justice Sir William Parsons und Sir John Borlase, welche rasch Maßnahmen ergriffen, Mac Mathúna und Mag Uidhir festzunehmen, was nach einigem Widerstand am Morgen des 23. Oktober gelang. Nachdem Mac Mathúna zunächst jede Beteiligung leugnete, gestand er dann doch genug, um auch andere zu beschuldigen. Sie wurden zunächst mehrere Monate in Dublin in Haft gehalten, dann auf Anordnung des englischen Parlaments im Juni 1642 in den Londoner Tower gebracht. Elf Monate später wurden sie in das Newgate-Gefängnis überführt. Im Oktober 1643 wurden sie nach der Flucht eines weiteren Mitverschwörers (John Reade) jedoch wieder in den Tower zurückgebracht. Ein Prozess konnte zunächst nicht stattfinden, da es schwer war, irische Zeugen heranzuschaffen. Am 17. August 1644 konnten Mag Uidhir und Mac Mathúna mit Hilfe spanischer Priester fliehen. Am 19. September wurden sie jedoch erneut verhaftet. Die Gerichtsverhandlung gegen Mac Mathúna erfolgte am 18. November 1644 am Court of King’s Bench unter Richter William Prynne. Mac Mathúna wurde des Hochverrats schuldig gesprochen und am 22. November 1644 in Tyburn hingerichtet.
Mag Uidhir war als Baron of Enniskillen irischer Peer, so dass seine Verurteilung zunächst Schwierigkeiten bereitete. Jedoch gab es Präzedenzfälle, irische Adlige in England vor Gericht als Nichtadlige (commoners) zu behandeln, und so wurde Mag Uidhir 1645 hingerichtet.